# همفری دیوی
سر همفری دیوی (به انگلیسی: Sir Humphry Davy) (زاده ۱۷ دسامبر ۱۷۷۸ – درگذشته ۲۹ مه ۱۸۲۹) شیمی‌دان بریتانیایی بود. وی عناصر سدیم، پتاسیم، کلسیم، استرانسیم و باریم را کشف کرد و برای اولین بار پی برد که عناصر یک ترکیب شیمیایی به وسیلهٔ پیوندهایی که ماهیت الکتریکی دارند به هم پیوسته‌اند. وی همچنین اولین لامپ رشته ایی را در سال ۱۸۰۲ اختراع کرد. وی همچنین باعث شناسانده شدن چرخه کربنی به عموم شد.
دیوی استاد مایکل فارادِی بود‌.